# Алалах
Алалах (хеттск. Alalaḫ) — древний город-государство в долине Амук, на месте современного Телль-Атчана близ г. Антакья в иле Хатай на юге Турции, центр аморейского царства Мукиш.

## История
Алалах был основан во 2-м тысячелетии до н. э. (средний бронзовый век). Первый дворец был построен около 2000 г. до н. э., в период правления третьей династии Ура.
Изначально город упоминается под названием Алахтум в табличках из Мари XVIII в. до н. э. В тот период город входил в состав царства Ямхад (ныне Халеб). В табличках сказано, что царь Суму-эпух продал территорию Алахтума своему зятю Зимри-Лиму, царю Мари, сохранив за собой суверенитет. После крушения Мари около 1765 г. до н. э. Алахтум, по-видимому, снова попал под власть Ямхада. Царь Абба-Эль I передал его под власть своего брата Ярим-Лима (возможно, тождественного своему преемнику на ямхадском троне Ярим-Лиму II) взамен города Ирриди, который Абба-Эль разрушил в отместку за восстание против Ярим-Лима. Была основана династия потомков Ярим-Лима, вассалов Ямхада, которая правила до XVI в. до н. э. (согласно краткой хронологии), когда Алалах был разрушен, скорее всего, хеттским царём Хаттусили I во втором году его походов.
После зияния, длившегося менее столетия, возобновляются тексты, относящиеся к Алалаху. В это время город вновь стал столицей местной династии. Большая часть информации об основании династии происходит из надписи на статуе — по-видимому, автобиографии царя, основателя новой династии.
Согласно надписи Идри-ми, сына царя Ямхада, XV в. до н. э., он, вероятно, бежал из своего города в Эмар, прибыл в Алалах, захватил город и был признан вассалом Паршататара. Прожив среди хабиру семь лет, он повёл их в успешное наступление по морю на Алалах, где он стал царём.
Однако, согласно археологическому отчёту, указанная статуя была обнаружена в культурном слое, который был на несколько веков позднее, чем период жизни Идри-ми. Несмотря на это, археологически датированные таблички сообщают, что Никмепух был современником митаннийского царя Сауштатара, что, по-видимому, свидетельствует в поддержку надписи на статуе о том, что Идри-ми был современником Паршататара, предшественника Сауштатара.
Социально-экономическая история Алалаха во времена правления сына Идри-ми, Никмепуха, и его внука Илим-илиммы хорошо документирована табличками, раскопанными на месте. Сам Идри-ми лишь изредка упоминается в них.
В середине XIV в. до н. э. хеттский царь Суппилулиума I победил митаннийского царя Тушратту и установил контроль над северной Сирией, в том числе и над Алалахом, который он включил в состав Хеттского царства. Табличка свидетельствует о том, что он даровал значительную часть земель Мукиша (то есть Алалаха) Угариту после того, как царь Угарита предупредил хеттского царя о восстании царств Мукиш, Нухашше и Ния.
По-видимому, Алалах разрушили народы моря в XII в. до н. э., как и многие другие города Анатолийского побережья и Леванта (этот период историки именуют «бронзовый коллапс»). После этого на его месте не возникло новых поселений вплоть до появления порта Аль-Мина (современное название) в железном веке.

## Археология
Холм Тель-Атчана раскапывал в 1935—1939 и 1946—1949 годах британский археолог Леонард Вулли. В ходе раскопок он обнаружил дворцы, храмы, частные дома и стены укреплений в 17 археологических слоях — от поздних слоёв раннего бронзового века (слой Алалах XVII, около 2200—2000 гг. до н. э.) до позднего бронзового века (слой Алалах 0, XIII-й век до н. э.).
После нескольких лет исследований команда Чикагского университета провела полный сезон раскопок в 2003 году под руководством Аслихана Енера. В 2004 году команда провела краткие раскопки и сезон изучения находок.
В 2006 году сменились спонсоры проекта — ими стали Министерство культуры и туризма Турции (англ.) и Университет Мустафы Кемаля в Антакье. Раскопки возобновились под руководством Аслихана Енера.
В ходе раскопок в Алалахе обнаружен большой корпус письменных материалов, который ещё предстоит сравнить с синхронными надписями Мари и Угарита. Около 500 клинописных табличек обнаружено в слоях Алалах VII (средний бронзовый век) и Алалах IV (поздний бронзовый век). Статуя Идри-ми, царя Алалаха начала XV в. до н. э., покрытая надписями, сообщает о его молодости, приходе к власти и военных успехах (в настоящее время она хранится в Британском музее). Тексты на аккадском языке из Алалаха включают несколько списков слов и астрологические предсказания, но в основном состоят из текстов юридического содержания, свидетельствующих о контроле царской семьи над землёй и о получении доходов с неё, а также из административных документов, регистрирующих оборот запасов (их приход и уход из дворца).
Анализ содержания клинописных табличек слоя Алалах VII показал, что начало этого слоя можно датировать периодом царствования вавилонского царя Хаммурапи и царя Мари Зимри-Лима, а конец — правлением хеттского царя Хаттусили I. Длительность слоя Алалах VII определяется примерно в 50—75 лет, он отделён от слоя Алалах VI следами пожара и разрушений, причиной которых, судя по всему, был разгром Алалаха хеттским царём Хаттусили I, о чём сообщается в «Деяниях» этого царя.

## Палеогенетика
У образца ALA084 из Алалаха (2006—1777 лет до н. э. или 3556±25 лет до настоящего времени) определили Y-хромосомную гаплогруппу L2-L595. В Телль-Атчане у трёх образцов определили Y-хромосомную гаплогруппу J2a1a2. У образца ALA124 определили Y-хромосомную гаплогруппу J1a2a1a, у образца ALA126 — Y-хромосомную гаплогруппу E1b1b1, у образца ALA138 — Y-хромосомную гаплогруппу T1a1a. Также определили митохондриальные гаплогруппы H92, X2d, K1a4a, K1a4c1, R1a (ALA135), K1a. Данные по изотопам стронция из зубной эмали 53 человек и кислорода 77 человек показали, что только пять из них оказались неместными.